# Prasinocyma pulchraria
Prasinocyma pulchraria là một loài bướm đêm trong họ Geometridae.